# Julie Vlasto
Pénélope Julie « Diddie » Vlasto (grec moderne : Πηνελόπη-Ιουλία Βλαστού / Pinelópi-Ioulía Vlastoú), épouse Serpieri, née le 8 avril 1903 à Marseille et morte le 2 mars 1985 à Lausanne, est une joueuse de tennis française et grecque qui s'est illustrée dans les années 1920.

## Biographie
Diddie Vlasto est née à Marseille, fille de Michaïl Vlastós (1874-1936), issu d'une importante famille grecque. Son père était un homme d'affaires à succès, travaillant pour la société Ralli Brothers à Liverpool puis Houston avant de revenir à Marseille en tant que directeur de la branche française. En 1932, il retourne en Grèce pour fonder l'Association des amis du musée national d'Athènes et en devient le président jusqu'à sa mort. Artiste et dessinateur, il détenait une collection de 760 objets d'art grec comprenant des tableaux, des vases et des sculptures. La collection fut transmise à Diddie puis cachée au sous-sol de sa maison à Athènes pendant l'occupation nazie. La villa fut saisie par les Allemands mais la Croix Rouge put intervenir à temps afin de rendre les objets à leurs propriétaires. À sa mort en 1985, la collection est léguée au Musée national archéologique d'Athènes, conformément aux volontés de son père. Elle est la cousine d'Hélène Contostavlos.
Elle se fit connaître en mars 1923 lorsqu'elle battit la championne américaine Molla Mallory après plus de trois heures de lutte à l'occasion du tournoi de Cannes Beausite. Elle se distinguait par un jeu harmonieux et un solide coup droit. Cependant, son revers resta longtemps comme un gros point faible. Elle le travailla avec le professeur Henri Darsonval.
En 1924, elle a notamment remporté le championnat de France en simple dames (victoire en finale face à Jeanne Vaussard) et décroché une médaille d'argent aux Jeux olympiques de Paris (perdant contre la favorite, l'Américaine Helen Wills).
Aux côtés de Suzanne Lenglen, elle a aussi remporté deux fois de suite l'épreuve de double dames à Roland-Garros (1925 et 1926), dans un tableau présentant cette fois des ressortissantes internationales. Elle devient n° 1 française à la fin de l'année 1926.
Elle épousa un sportif italo-grec, Jean Serpieri, dans la propriété familiale de Tour la Reine près d'Athènes en mars 1927.

## Palmarès (partiel)

### Titre en simple dames
| No | Date       | Nom et lieu du tournoi       | Catégorie | Surface      | Finaliste       | Score    |          |
| -- | ---------- | ---------------------------- | --------- | ------------ | --------------- | -------- | -------- |
| 1  | ??/05/1924 | Championnat de France, Paris | G. Chelem | Terre (ext.) | Jeanne Vaussard | 6-2, 6-3 | Parcours |

### Finale en simple dames
| No | Date       | Nom et lieu du tournoi       | Catégorie     | Surface      | Vainqueure  | Score    |          |
| -- | ---------- | ---------------------------- | ------------- | ------------ | ----------- | -------- | -------- |
| 1  | 13/07/1924 | Jeux olympiques d'été, Paris | J. olympiques | Terre (ext.) | Helen Wills | 6-2, 6-2 | Parcours |

### Titres en double dames
| No | Date       | Nom et lieu du tournoi         | Catégorie | Surface      | Partenaire      | Finalistes                         | Score          |          |
| -- | ---------- | ------------------------------ | --------- | ------------ | --------------- | ---------------------------------- | -------------- | -------- |
| 1  | ??/05/1923 | Championnat de France Paris    | G. Chelem | Terre (ext.) | Suzanne Lenglen | Hélène Contostavlos Daisy Speranza | 6-1, 6-0       | Parcours |
| 2  | 27/05/1925 | Internationaux de France Paris | G. Chelem | Terre (ext.) | Suzanne Lenglen | Evelyn Colyer Kitty McKane         | 6-1, 9-11, 6-2 | Parcours |
| 3  | 02/06/1926 | Internationaux de France Paris | G. Chelem | Terre (ext.) | Suzanne Lenglen | Kitty McKane Evelyn Colyer         | 6-1, 6-1       | Parcours |

### Finale en double mixte
| No | Date       | Nom et lieu du tournoi         | Catégorie | Surface      | Vainqueures                     | Partenaire   | Score    |          |
| -- | ---------- | ------------------------------ | --------- | ------------ | ------------------------------- | ------------ | -------- | -------- |
| 1  | 27/05/1925 | Internationaux de France Paris | G. Chelem | Terre (ext.) | Suzanne Lenglen Jacques Brugnon | Henri Cochet | 6-2, 6-2 | Parcours |

## Parcours en Grand Chelem (partiel)
Si l’expression « Grand Chelem » désigne classiquement les quatre tournois les plus importants de l’histoire du tennis, elle n'est utilisée pour la première fois qu'en 1933, et n'acquiert la plénitude de son sens que peu à peu à partir des années 1950.

### En simple dames
| Année | Championnat d'Australasie Championnat d'Australie | Championnat d'Australasie Championnat d'Australie | Championnat de France Internationaux de France | Championnat de France Internationaux de France | Wimbledon       | Wimbledon       | US National | US National |
| ----- | ------------------------------------------------- | ------------------------------------------------- | ---------------------------------------------- | ---------------------------------------------- | --------------- | --------------- | ----------- | ----------- |
| 1923  | -                                                 | -                                                 | -                                              | -                                              | 4e tour (1/8)   | Suzanne Lenglen | -           | -           |
| 1924  | -                                                 | -                                                 | Victoire                                       | Jeanne Vaussard                                | -               | -               | -           | -           |
| 1925  | -                                                 | -                                                 | 1/2 finale                                     | Kitty McKane                                   | -               | -               | -           | -           |
| 1926  | -                                                 | -                                                 | 2e tour (1/8)                                  | H. Contostavlos                                | 1/2 finale      | Kitty McKane    | -           | -           |
| 1929  | -                                                 | -                                                 | -                                              | -                                              | 2e tour (1/32)  | Lilí Álvarez    | -           | -           |
| 1930  | -                                                 | -                                                 | -                                              | -                                              | 1er tour (1/64) | Lolette Payot   | -           | -           |
| 1931  | -                                                 | -                                                 | 1er tour (1/32)                                | Bella Pons                                     | -               | -               | -           | -           |

À droite du résultat, l’ultime adversaire.

### En double dames
| Année | Championnat d'Australasie Championnat d'Australie | Championnat d'Australasie Championnat d'Australie | Championnat de France Internationaux de France | Championnat de France Internationaux de France | Wimbledon | Wimbledon | US National | US National |
| ----- | ------------------------------------------------- | ------------------------------------------------- | ---------------------------------------------- | ---------------------------------------------- | --------- | --------- | ----------- | ----------- |
| 1923  | -                                                 | -                                                 | Victoire S. Lenglen                            | Contostavlos D. Speranza                       | -         | -         | -           | -           |
| 1925  | -                                                 | -                                                 | Victoire S. Lenglen                            | Evelyn Colyer Kitty McKane                     | -         | -         | -           | -           |
| 1926  | -                                                 | -                                                 | Victoire S. Lenglen                            | Kitty McKane Evelyn Colyer                     | -         | -         | -           | -           |
| 1931  | -                                                 | -                                                 | 2e tour (1/8) Contostavlos                     | Lilí Álvarez S. Mathieu                        | -         | -         | -           | -           |

Sous le résultat, la partenaire ; à droite, l’ultime équipe adverse.

### En double mixte
| Année | Championnat d'Australasie | Championnat d'Australasie | Internationaux de France | Internationaux de France | Wimbledon | Wimbledon | US National | US National |
| 1925  | -                         | -                         | Finale Henri Cochet      | S. Lenglen J. Brugnon    | -         | -         | -           | -           |

Sous le résultat, le partenaire ; à droite, l’ultime équipe adverse.

## Parcours aux Jeux olympiques

### En simple dames
| # | Date       | Nom de l'olympiade           | Surface      | Résultat | Ultime adversaire | Score    |          |
| - | ---------- | ---------------------------- | ------------ | -------- | ----------------- | -------- | -------- |
| 1 | 13/07/1924 | Jeux olympiques d'été, Paris | Terre (ext.) | Argent   | Helen Wills       | 6-2, 6-2 | Parcours |

## Hommage
- Gymnase Julie-Vlasto (ancien gymnase Delessert), situé 8, passage Delessert, dans le 10e arrondissement de Paris[5].